# Sielsowiet Widomla
Sielsowiet Widomla (s. widomlański, biał. Відамлянскі сельсавет, ros. Видомлянский сельсовет) – sielsowiet na Białorusi, w obwodzie brzeskim, w północnej części rejonu kamienieckiego. 

## Położenie
Siedzibą sielsowietu jest Widomla. Jednostka podziału administracyjnego sąsiaduje:
- na północy z miastem Kamieniec,
- na północnym wschodzie z sielsowietami Peliszcze i Rzeczyca,
- na wschodzie z rejonem żabineckim,
- na południu z rejonem brzeskim,
- na zachodzie z sielsowietem Ratajczyce.

Najbliższą rzeką w okolicach sielsowietu jest Leśna. Przez sielsowiet przebiegają drogi republikańskie : Brześć – Kamieniuki, oraz : Słonim – Wysokie. Najbliższa stacja kolejowa znajduje się w Żabince.

## Skład
Sielsowiet Widomla obejmuje 25 miejscowości:
| Polska nazwa miejscowości | Nazwa białoruska                      | Nazwa rosyjska                        | Typ jednostki osadniczej |
| ------------------------- | ------------------------------------- | ------------------------------------- | ------------------------ |
| Baranki                   | Баранкі (Baranki)                     | Баранки (Baranki)                     | wieś                     |
| Broniewicze               | Браневічы (Braniewiczy)               | Броневичи (Broniewiczi)               | wieś                     |
| Demiańczyce               | Дзямянчыцы (Dziamianczycy)            | Демянчицы (Diemianczicy)              | wieś                     |
| Hruszauka                 | Грушаўка (Hruszauka)                  | Грушевка (Gruszewka)                  | wieś                     |
| Kolady                    | Каляды (Kalady)                       | Коляды (Kolady)                       | wieś                     |
| Laszewicze                | Лашэвічы (Łaszewiczy)                 | Лашевичи (Łaszewiczi)                 | wieś                     |
| Leszanka                  | Лешанка (Leszanka)                    | Лешанка (Leszanka)                    | wieś                     |
| Leszna                    | Лешня (Lesznia)                       | Лешня (Lesznia)                       | wieś                     |
| Młyny                     | Млыны (Młyny)                         | Млыны (Młyny)                         | wieś                     |
| Muryny Małe               | Мурыны Малыя (Muryny Małyja)          | Мурины Малые (Muriny Małyje)          | wieś                     |
| Muryny Wielkie            | Мурыны Вялікія (Muryny Wialikija)     | Мурины Великие (Muriny Wielikije)     | wieś                     |
| Oleszkowicze              | Алешкавічы (Aleszkawiczy)             | Олешковичи (Oleszkowiczi)             | wieś                     |
| Oleszkowicze 1            | Алешкавічы (Aleszkawiczy 1)           | Олешковичи (Oleszkowiczi 1)           | wieś                     |
| Planta                    | Плянта (Planta)                       | Плянта (Planta)                       | wieś                     |
| Pryaziorski               | Прыазёрскі (Pryaziorski)              | Приозёрский (Prioziorskij)            | osiedle                  |
| Radość                    | Радасць (Radasć)                      | Радость (Radost´)                     | wieś                     |
| Szalicze 1                | Шалічы 1 (Szaliczy 1)                 | Шаличи 1 (Szaliczi 1)                 | wieś                     |
| Szalicze 2                | Шалічы 2 (Szaliczy 1)                 | Шаличи 2 (Szaliczi 1)                 | wieś                     |
| Turna                     | Турна Вялікая (Turna Wialikaja)       | Турна Великая (Turna Wielikaja)       | agromiasteczko           |
| Turna Mała                | Турна Малая (Turna Małaja)            | Турна Малая (Turna Małaja)            | wieś                     |
| Widomla                   | Відамля (Widamla)                     | Видомля (Widomla)                     | agromiasteczko           |
| Wielka Wielka             | Вялікая Вялікая (Wialikaja Wialikaja) | Великая Великая (Wielikaja Wielikaja) | wieś                     |
| Wielka Mała               | Вялікая Малая (Wialikaja Małaja)      | Великая Малая (Wielikaja Małaja)      | wieś                     |
| Zadworze                  | Задвор’е (Zadworje)                   | Задворье (Zadworje)                   | wieś                     |
| Zawierszany               | Завяршаны (Zawiarszany)               | Завершаны (Zawierszany)               | wieś                     |

## Historia
W okresie międzywojennym miejscowości sielsowietu należały do następujących gmin w powiecie brzeskim województwa poleskiego II Rzeczypospolitej:
- Turna: Oleszkowicze, Bildejki, Demiańczyce, Laszewicze, Leszanka, Leszna, kolonia Turna, wieś Turna, Widomla, Zadworze, Zawierszany[2];
- Ratajczyce: Oleszkowicze 1, Broniewicze, Kolady, Młyny[3];
- Kamieniec Litewski: Baranki, Muryny Małe, Muryny Wielkie, Planta, Radość, Szalicze I, Szalicze II, Wielka Mała, Wielka Wielka[4].

Sielsowiet Widomla utworzono 12 października 1940 po zajęciu tych terenów przez ZSRR.